# Gran Premio di superbike di Donington 1995
Il Gran Premio di Superbike di Donington 1995 è stata la terza prova su dodici del Campionato mondiale Superbike 1995, è stato disputato il 28 maggio sul Circuito di Donington Park e ha visto la vittoria di Carl Fogarty in gara 1, lo stesso pilota si è ripetuto anche in gara 2.

## Risultati

### Gara 1

#### Arrivati al traguardo[3]
| Pos. | Nº | Pilota               | Motocicletta | Tempo     | Griglia | Punti |
| ---- | -- | -------------------- | ------------ | --------- | ------- | ----- |
| 1º   | 1  | Carl Fogarty         | Ducati       | 41:40.530 | 1º      | 25    |
| 2º   | 11 | Troy Corser          | Ducati       | +0:01.000 | 2º      | 20    |
| 3º   | 69 | James Whitham        | Ducati       | +0:12.580 | 9º      | 16    |
| 4º   | 3  | Aaron Slight         | Honda        | +0:13.480 | 6º      | 13    |
| 5º   | 8  | Piergiorgio Bontempi | Kawasaki     | +0:13.660 | 7º      | 11    |
| 6º   | 2  | Scott Russell        | Kawasaki     | +0:26.680 | 5º      | 10    |
| 7º   | 33 | John Reynolds        | Kawasaki     | +0:28.170 | 3º      | 9     |
| 8º   | 5  | Simon Crafar         | Honda        | +0:31.350 | 10º     | 8     |
| 9º   | 12 | Mauro Lucchiari      | Ducati       | +0:36.380 | 13º     | 7     |
| 10º  | 17 | Anthony Gobert       | Kawasaki     | +0:38.700 | 16º     | 6     |
| 11º  | 9  | Fabrizio Pirovano    | Ducati       | +0:39.310 | 8º      | 5     |
| 12º  | 19 | Adrien Morillas      | Ducati       | +0:39.580 | 18º     | 4     |
| 13º  | 20 | Jochen Schmid        | Kawasaki     | +0:39.870 | 12º     | 3     |
| 14º  | 25 | Yasutomo Nagai       | Yamaha       | +0:42.780 | 15º     | 2     |
| 15º  | 13 | Paolo Casoli         | Yamaha       | +0:45.610 | 11º     | 1     |
| 16º  | 55 | Matt Llewellyn       | Ducati       | +0:46.700 | 19º     |       |
| 17º  | 28 | Gianmaria Liverani   | Ducati       | +0:46.910 | 21º     |       |
| 18º  | 45 | Colin Edwards        | Yamaha       | +1:02.820 | 14º     |       |
| 19º  | 43 | David Jefferies      | Kawasaki     | +1:17.070 | 27º     |       |
| 20º  | 21 | Massimo Meregalli    | Yamaha       | +1:18.880 | 22º     |       |
| 21º  | 16 | Brian Morrison       | Honda        | +1 giro   | 28º     |       |
| 22º  | 14 | Stéphane Mertens     | Honda        | +1 giro   | 32º     |       |
| NC   | 54 | Niall Mackenzie      | Ducati       | +18 giri  | 24º     |       |

#### Ritirati
| Nº | Pilota              | Motocicletta | Giri     | Griglia |
| -- | ------------------- | ------------ | -------- | ------- |
| 61 | Aldeo Presciutti    | Ducati       | +12 giri | 30º     |
| 4  | Andreas Meklau      | Ducati       | +13 giri | 17º     |
| 27 | Pierfrancesco Chili | Ducati       | +14 giri | 4º      |
| 58 | Steve Hislop        | Ducati       | +15 giri | 20º     |
| 66 | Jean-Yves Mounier   | Ducati       | +15 giri | 25º     |
| 57 | Ray Stringer        | Ducati       | +15 giri | 23º     |
| 63 | Alex Buckingham     | Yamaha       | +22 giri | 31º     |
| 29 | Nick Hopkins        | Ducati       | +25 giri | 26º     |

### Gara 2

#### Arrivati al traguardo[4]
| Pos. | Nº | Pilota               | Motocicletta | Tempo     | Griglia | Punti |
| ---- | -- | -------------------- | ------------ | --------- | ------- | ----- |
| 1º   | 1  | Carl Fogarty         | Ducati       | 41:47.900 | 1º      | 25    |
| 2º   | 27 | Pierfrancesco Chili  | Ducati       | +0:10.800 | 4º      | 20    |
| 3º   | 3  | Aaron Slight         | Honda        | +0:11.600 | 6º      | 16    |
| 4º   | 8  | Piergiorgio Bontempi | Kawasaki     | +0:11.920 | 7º      | 13    |
| 5º   | 9  | Fabrizio Pirovano    | Ducati       | +0:14.290 | 8º      | 11    |
| 6º   | 5  | Simon Crafar         | Honda        | +0:16.020 | 10º     | 10    |
| 7º   | 25 | Yasutomo Nagai       | Yamaha       | +0:18.830 | 15º     | 9     |
| 8º   | 69 | James Whitham        | Ducati       | +0:22.480 | 9º      | 8     |
| 9º   | 19 | Adrien Morillas      | Ducati       | +0:23.830 | 18º     | 7     |
| 10º  | 12 | Mauro Lucchiari      | Ducati       | +0:23.980 | 13º     | 6     |
| 11º  | 33 | John Reynolds        | Kawasaki     | +0:27.990 | 3º      | 5     |
| 12º  | 45 | Colin Edwards        | Yamaha       | +0:31.390 | 14º     | 4     |
| 13º  | 13 | Paolo Casoli         | Yamaha       | +0:32.900 | 11º     | 3     |
| 14º  | 4  | Andreas Meklau       | Ducati       | +0:36.590 | 17º     | 2     |
| 15º  | 55 | Matt Llewellyn       | Ducati       | +0:39.180 | 19º     | 1     |
| 16º  | 28 | Gianmaria Liverani   | Ducati       | +0:39.460 | 21º     |       |
| 17º  | 20 | Jochen Schmid        | Kawasaki     | +0:43.490 | 12º     |       |
| 18º  | 54 | Niall Mackenzie      | Ducati       | +0:51.620 | 24º     |       |
| 19º  | 43 | David Jefferies      | Kawasaki     | +1:02.420 | 27º     |       |
| 20º  | 29 | Nick Hopkins         | Ducati       | +1:02.740 | 26º     |       |
| 21º  | 14 | Stéphane Mertens     | Honda        | +1:17.830 | 32º     |       |
| 22º  | 16 | Brian Morrison       | Honda        | +1:27.210 | 28º     |       |
| 23º  | 66 | Jean-Yves Mounier    | Ducati       | +1:43.150 | 25º     |       |
| 24º  | 38 | Andrea Perselli      | Ducati       | +1 giro   | 29º     |       |

#### Ritirati
| Nº | Pilota            | Motocicletta | Giri     | Griglia |
| -- | ----------------- | ------------ | -------- | ------- |
| 11 | Troy Corser       | Ducati       | +3 giri  | 2º      |
| 63 | Alex Buckingham   | Yamaha       | +5 giri  | 31º     |
| 61 | Aldeo Presciutti  | Ducati       | +13 giri | 30º     |
| 21 | Massimo Meregalli | Yamaha       | +17 giri | 22º     |
| 58 | Steve Hislop      | Ducati       | +20 giri | 20º     |
| 17 | Anthony Gobert    | Kawasaki     | +20 giri | 16º     |